# Presidenti del Kazakistan

## Repubblica Socialista Sovietica Autonoma Kirghisa (1920–1925)
| Presidente                             | Presidente                             | Mandato                                | Mandato                                |
| Presidente                             | Presidente                             | Dal                                    | Al                                     |
| Presidente del Comitato di Rivoluzione | Presidente del Comitato di Rivoluzione | Presidente del Comitato di Rivoluzione | Presidente del Comitato di Rivoluzione |
| -------------------------------------- | -------------------------------------- | -------------------------------------- | -------------------------------------- |
|                                        | Stanisław Pestkowski (1882–1937)       | 30 aprile 1919                         | agosto 1920                            |
|                                        | Sakypkerej Argynšaev (1887–1938)       | agosto 1920                            | 26 agosto 1920                         |
|                                        | Viktor Radus-Zen'kovič (1878–1967)     | 26 agosto 1920                         | ottobre 1920                           |
|                                        | Abdrachman Aytiev (1886–1937)          | ottobre 1920                           | ottobre 1920                           |
|                                        | Sejtkali Mendešev                      |                                        |                                        |

## Repubblica Autonoma Socialista Sovietica Kazaka (1925–1936)
| Presidente                     | Mandato         | Mandato         |
| Presidente                     | Dal             | Al              |
| ------------------------------ | --------------- | --------------- |
| Žalau Mynbaev (1892–1929)      | 15 giugno 1925  | 1927            |
| El'taj Ernazarov (1887–1945)   | 1927            | 1933            |
| Uzakbaj Kulumbetov (1891–1938) | 11 ottobre 1933 | 5 dicembre 1936 |

## Repubblica Socialista Sovietica Kazaka (1936–1991)
| Presidente                                  | Mandato                                    | Mandato                                    |
| Presidente                                  | Dal                                        | Al                                         |
| Presidente del Comitato Esecutivo Centrale  | Presidente del Comitato Esecutivo Centrale | Presidente del Comitato Esecutivo Centrale |
| ------------------------------------------- | ------------------------------------------ | ------------------------------------------ |
| Uzakbaj Kulumbetov (1891-1938)              | 5 dicembre 1936                            | 22 giugno 1937                             |
| Ismail Salvafeka (?–?) Facente funzioni     | giugno 1937                                | luglio 1937                                |
| Alibi Džankel'din (1884-1953)               | luglio 1937                                | 28 ottobre 1937                            |
| Nurbapa Omirzakov (1907–1947)               | 28 ottobre 1937                            | 15 luglio 1938                             |
| Sal'ken Daulenov (1907–1984)                | 15 luglio 1938                             | 17 luglio 1938                             |
| Abdisamet Kazakbaev (1898–1959)             | 17 luglio 1938                             | gennaio 1947                               |
| Ivan Lukjanec' (1902–1994) Facente funzioni | gennaio 1947                               | 20 marzo 1947                              |
| Danijal Kerimbaev (1909–1982)               | 20 marzo 1947                              | 23 gennaio 1954                            |
| Nurtas Ondasynov (1904–1989)                | 23 gennaio 1954                            | 19 aprile 1955                             |
| Žumabek Tašenov (1915–1986)                 | 19 aprile 1955                             | 20 gennaio 1960                            |
| Fazyl Karibžanov (1912-1960)                | 20 gennaio 1960                            | 25 agosto 1960                             |
| Kapitolina Krjukova (1914–2002)             | 25 agosto 1960                             | 3 gennaio 1961                             |
| Isagali Šaripov (1906–1976)                 | 3 gennaio 1961                             | 5 aprile 1965                              |
| Sabir Nijazbekov (1912–1989)                | 5 aprile 1965                              | 20 dicembre 1978                           |
| Isataj Abdukarimov (1924-2001)              | 20 dicembre 1978                           | 14 dicembre 1979                           |
| Sattar Imašev (1926–1984)                   | 14 dicembre 1979                           | 22 febbraio 1984                           |
| Andrej Plotnikov (1912–1991)                | 22 febbraio 1984                           | 22 marzo 1984                              |
| Bajken Ašimov (1919–2010)                   | 22 marzo 1984                              | 27 settembre 1985                          |
| Salamat Mukašev (1927–2004)                 | 27 settembre 1985                          | 9 febbraio 1988                            |
| Zakaš Kamalidenov (1939–2017)               | 9 febbraio 1988                            | dicembre 1988                              |
| Vera Sidorova (1934)                        | dicembre 1988                              | 10 marzo 1989                              |
| Maktaj Sagdiev (1929–2012)                  | 10 marzo 1989                              | 22 febbraio 1990                           |
| Nursultan Nazarbaev (1940)                  | 22 febbraio 1990                           | 24 aprile 1990                             |

## Repubblica del Kazakistan (dal 1991)
| # | Presidente   | Presidente          | Partito             | Elezione         | Mandato         | Mandato          |
| # | Presidente   | Presidente          | Partito             | Elezione         | Inizio          | Fine             |
| - | ------------ | ------------------- | ------------------- | ---------------- | --------------- | ---------------- |
| 1 |              | Nursultan Nazarbaev | Partito Comunista   | –                | 24 aprile 1990  | 1º dicembre 1991 |
| 1 | Indipendente | Nursultan Nazarbaev | 1991                | 1º dicembre 1991 | 29 aprile 1999  |                  |
| 1 | Indipendente | Nursultan Nazarbaev | 1999                | 29 aprile 1999   | 4 dicembre 2005 |                  |
| 1 | Otan         | Nursultan Nazarbaev | 2005                | 4 dicembre 2005  | 4 aprile 2011   |                  |
| 1 | Nur Otan     | Nursultan Nazarbaev | 2011                | 4 aprile 2011    | 27 aprile 2015  |                  |
| 1 | Nur Otan     | Nursultan Nazarbaev | 2015                | 27 aprile 2015   | 20 marzo 2019   |                  |
| 2 | Nur Otan     |                     | Qasym-Jomart Toqaev | ad interim       | 20 marzo 2019   | 12 giugno 2019   |
| 2 | Indipendente | 2019                | Qasym-Jomart Toqaev | 12 giugno 2019   | 12 giugno 2022  |                  |
| 2 | Indipendente | 2022                | Qasym-Jomart Toqaev | 12 giugno 2022   | in carica       |                  |